# Nicol Ljubić

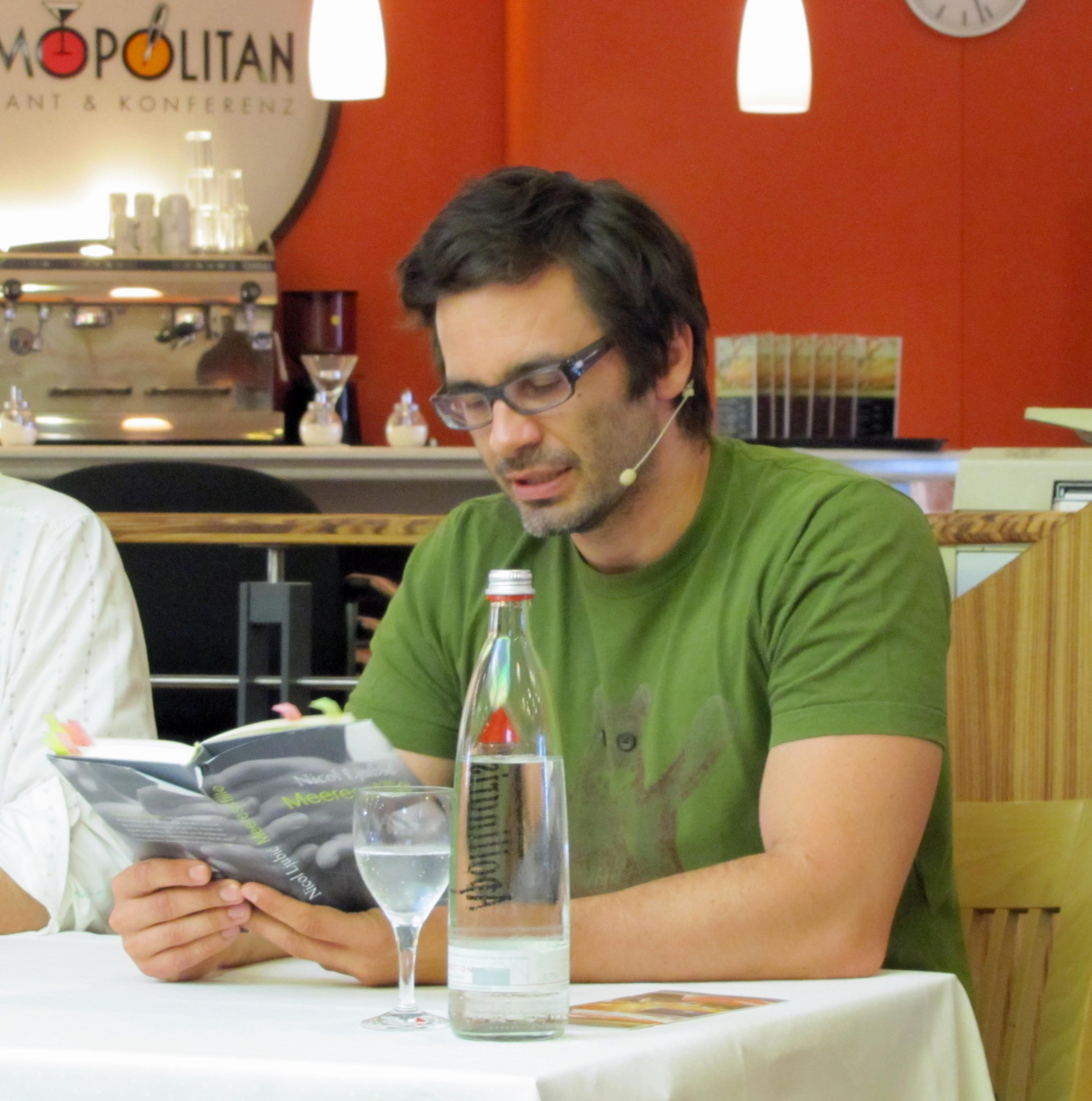
Nicol Ljubić (2011)

Nicol Ljubić (* 15. November 1971 in Zagreb, Sozialistische Föderative Republik Jugoslawien) ist ein deutscher Journalist und Schriftsteller.

## Leben
Nicol Ljubić kam als Sohn eines kroatischen Vaters und einer deutschen Mutter zur Welt. Seine Kindheit verbrachte er in Griechenland, Schweden und Russland, wo er jeweils Deutsche Schulen besuchte, bis er schließlich nach Bremen kam. Nach dem Abitur studierte er Politikwissenschaft an der Universität Bremen. An der Henri-Nannen-Schule absolvierte er eine journalistische Ausbildung. Ljubić arbeitet als freier Journalist für verschiedene Zeitungen, Zeitschriften und fürs Radio.
Nicol Ljubić lebt in Berlin. Er ist seit dem Jahr 2003 Mitglied in der SPD und im Berufsverband Freischreiber.
Ljubić gründete die Initiative Unsere Straße bleibt hell.

## Werke

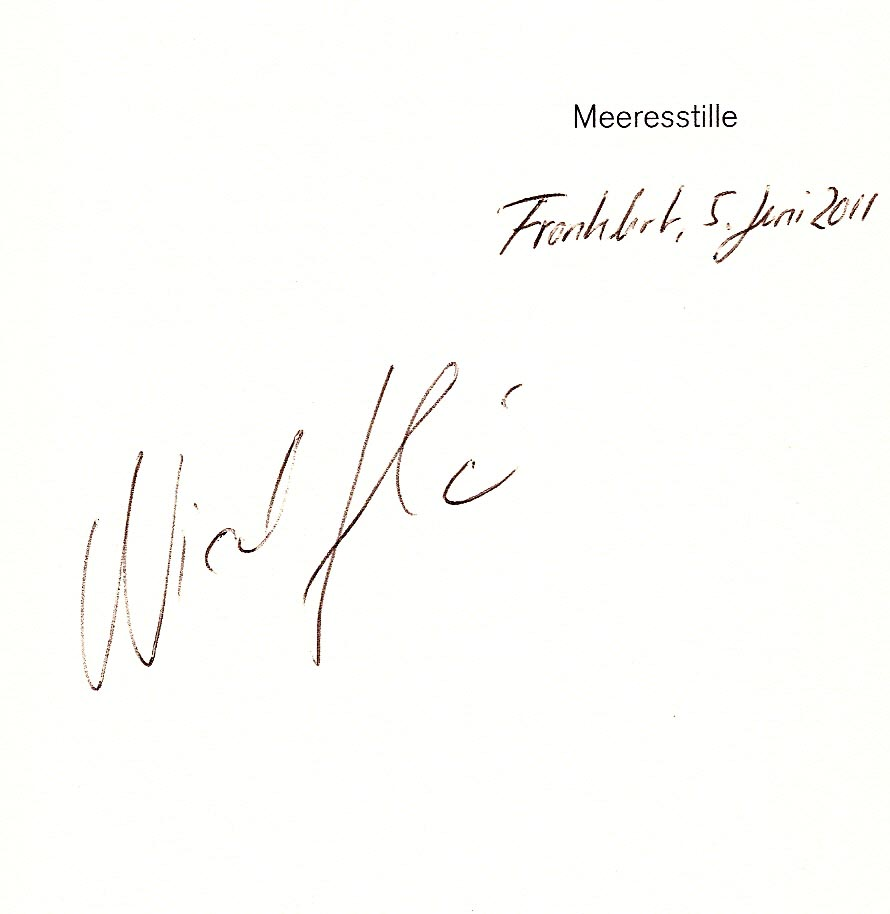
Autograph von Nicol Ljubic

- Mathildas Himmel. Roman, Eichborn, Frankfurt am Main 2002, ISBN 3-8218-0911-6.
- Feuer, Lebenslust! Erzählungen deutscher Einwanderer. Klett-Cotta, Stuttgart 2003, ISBN 3-608-93516-9.
- Genosse Nachwuchs. Wie ich die Welt verändern wollte. DVA, München 2004, ISBN 3-421-05826-1.
- Heimatroman oder Wie mein Vater ein Deutscher wurde. DVA, München 2006, ISBN 3-421-05881-4.
- Meeresstille. Roman, Hoffmann und Campe, Hamburg 2010, ISBN 978-3-455-40116-5.
- Schluss mit der Deutschenfeindlichkeit. Anthologie, Hoffmann und Campe, Hamburg 2012, ISBN 978-3-455-50246-6.
- Als wäre es Liebe. Roman, Hoffmann und Campe, Hamburg 2012, ISBN 978-3-455-40420-3.
- Ein Mensch brennt. Roman, dtv, München 2017, ISBN 978-3-423-28130-0.

## Auszeichnungen
- 1999 Hansel-Mieth-Preis
- 2005 Theodor-Wolff-Preis
- 2010 Longlist Deutscher Buchpreis für Meeresstille[2]
- 2010 Ver.di-Literaturpreis Berlin-Brandenburg für Meeresstille[3]
- 2011 Adelbert-von-Chamisso-Preis, Förderpreis für Meeresstille[4]